# Język dusun malang
Język dusun malang – język austronezyjski używany w indonezyjskich prowincjach Borneo Środkowe i Borneo Wschodnie, przez grupę ludności w kabupatenach Barito Utara i Kutai Barat. Według danych z 2003 roku posługuje się nim 4500 osób.
Jego bliskim krewnym jest język malgaski z Madagaskaru. Związek między językami południowo-wschodniego Borneo a językiem Madagaskaru wykazał Otto Christian Dahl.
Wyróżnia się dwa dialekty: dusun malang (właściwy) i bayan. Dialekt bayan ma 2 tys. użytkowników. Jego status jest niepewny (ze względu na trudności w odgraniczaniu dialektów od języków), bywa rozpatrywany jako odrębny język.